# 结局的开始
《结局的开始》（英語：The Beginning of the End）是美国电视剧《迷失》第4季的第1集，也是全剧的第73集，于2008年1月31日通过美国广播公司在美国首播，还通过CTV电视网在加拿大首播。执行制作人戴蒙·林道夫和卡尔顿·库斯于2007年7月下旬创作本集剧本，林道夫还是节目统筹之一，导演则是另一名执行制作人杰克·本德，大部分镜头都是这年8至9月在夏威夷州的欧胡岛取景拍摄。从这集开始，杰夫·皮克纳不再担任节目的执行制作人和编剧。节目首播期间一共吸引了1800万美国观众收看，比之前16集的成绩都要好。根据收集的评论文章，《结局的开始》获得评论界的“普遍赞誉”。
这集的剧情从2004年12月23日开始，距海洋航空815号航班坠毁已经过了90余天。困在岛上的空难幸存者与附近一艘货轮取得联系，希望能获得救援，但由于有消息称货轮上的人可能并不是来救人的，因此幸存者的意見分歧。剧情中插入未来闪影镜头，显示休戈·「赫利」·瑞斯和杰克·谢泼德离岛后的生活，他们在告知公众岛上经历时都没有说实话，赫利还出现幻觉，看到死在岛上的朋友查理·佩斯。镜头回到岛上，赫利对查理的死深感悲痛。除此以外，丹尼尔·法拉第一角通过《结局的开始》首次在《迷失》中亮相。

## 剧情
纳奥米·杜丽（玛莎·托马森饰）在第3季结局中被约翰·洛克（特瑞·欧奎恩饰）从背后用刀刺中，临死前，她拨通货轮上乔治·明可夫斯基（费舍·史蒂芬斯饰）的电话，说自己因事故受了重伤，请对方转告妹妹，自己爱她。与此同时，休戈·「赫利」·瑞斯（乔治·加西亚饰）找到雅各布的木屋，从窗外看到屋里有个身份不明的男子坐在摇椅上，面部能看清的只有左眼。这时有人踩到玻璃发出响声，赫利马上逃跑，但又在另一地点看到那座木屋。他紧闭双眼，并且用手揉捏，再睁开眼时木屋不见了，洛克出现在他面前。
德斯蒙德·休谟（亨利·伊安·库斯克饰）离开达摩计划水下工作室“窥镜”，带着查理遇难的消息返回，查理临死前称，距岛不远的货轮并不是由德斯蒙德前女友潘妮·威德摩尔（索尼亚·瓦格尔饰）所派。众幸存者在815号航班的驾驭舱残骸旁聚集，杰克·谢泼德（马修·福克斯饰）将洛克打倒，夺过他的枪并扣动扳机，但却发现里面根本没有子弹。原来洛克之前说要是杰克同货轮联系就会杀了他的警告并不是当真的。洛克称，众人现在都面临极大危险，然后起身离开，选择和他同行的还有赫利、詹姆斯·「索耶」·福特（乔什·哈洛威饰）、克莱尔·李特顿（艾蜜莉·迪瑞文饰）和孩子亚伦、达妮艾尔·卢梭（米拉·福兰饰）以及俘虏本杰明·莱纳斯（迈克尔·爱默生饰）、艾莉克斯（坦妮娅·雷蒙德饰）和男友卡尔（布莱克·巴绍夫饰），以及另外4名幸存者，还有那条叫文森特的狗。不久，杰克和凯特·奥斯顿（伊万杰琳·莉莉饰）看到直升机来到岛上并认识了丹尼尔·法拉第（杰瑞米·戴维斯饰）。
剧情进入未来闪影，赫利作为815航班仅有的6名逃离该岛的幸存者之一而成为名人，但他一直都没有吐露自己在岛上的经历。这天赫利突然看到查理的幻象，吓得他开着自己的雪佛兰拼命逃窜，因此被洛杉矶警察逮捕。审问赫利的迈克·沃尔顿警官曾与安娜-露西亚·科特斯（米歇尔·罗德里格兹饰）共事，但赫利谎称自己对安娜-露西亚一无所知。赫利看着审讯室的玻璃镜，仿佛看到查理在水中游泳，然后打破玻璃，大量的水涌入审讯室。离开警局后，赫利自愿返回圣罗莎心理卫生研究所接受治疗，自称是海洋航空公司律师的马修·亚巴顿（兰斯·雷迪克饰）前来探视，但却拿不出名片。亚巴顿问起赫利，“他们”是否还活着，然后再悄悄地离开。查理的幻象再度出现，还告诉赫利说“他们”需要他。最终，杰克也来探视赫利，他正考虑要不要留胡子。杰克确认赫利不会透露6名幸存者的秘密。赫利向杰克道歉，说自己当时不该跟洛克离开，而且坚持认为他们应该再回到岛上去，但杰克拒绝了，原来这段未来闪影是发生在上集杰克的未来闪影以前。

## 制作
为防止剧透，本集在选角期间就使用了多个虚假的人名、职业和场景。兰斯·雷迪克在参加试镜时获知自己的角色叫“阿瑟·史蒂文斯”（Arthur Stevens），是个“冷酷无情的企业招聘人员”，而不是马修·亚巴顿（Matthew Abaddon）。“马修”和“亚巴顿”都是另类实境游戏《寻找815航班》（Find 815）提供的第4季线索关键字。。编剧们是在看过维基百科条目亚巴顿后决定使用这个名字，根据条目中的描述，这个词的意思是“毁灭之地”。编剧和制作人起初想请雷迪克在第2季中出演伊高·东迪，但因他当时正忙于出演的《火线》而作罢。杰瑞米·戴维斯是编剧和制作人最喜欢的性格演员之一，他因此获选出演丹尼尔一角，该角色在原计划中还属于常设角色，剧组认为戴维斯似乎有一种善于转型的能力，并且给人一种有着无与伦比智慧的感觉，这些特质让他成为出演该角色的完美人选。戴维斯见到服装设计师罗兰·桑切斯（Roland Sanchez）时正戴着一条黑色的细领带。桑切斯将自己对人物服装的理念和戴维斯这种“酷而前卫的形象”结合，将丹尼尔设计成身穿名牌纺织衬衫的“书呆子”。
剧组为本集考虑过多个剧名，最终入选的标题源自上集节目《透过窥镜》，本在剧中警告杰克，同货轮联系将成为“结局的开始”。拍摄工作于2007年8月17日开始，同年9月7日左右结束。加西亚是本集的主角，对此他既感到“有点压力”，又“深感兴奋，因为本季开局时提供的新方向可能正是剧迷们曾经设想过的”。节目播出时，出现在雅各布木屋里的是克里斯蒂安·谢泼德，这段镜头还经过重拍，让赫利置身木屋内。此外，加西亚在水族馆拍摄审讯桥段时并不知道完成的节目中会有查理在窗户另一边游泳，并且打破玻璃让水冲进来。查理游泳的这场戏是在2007年11月下旬摄制，本集其它部分已完成数星期，剧组同期还在制作第4季第8集《故友重逢》和网络剧《迷失特辑：遗忘的碎片》。这场戏还使用了特技替身，替身演员杰克·基尔弗基尔（Jake Kilfoyle）之前还参加过第3季的《精选辑》和《透过窥镜》两集演出。
大部分《迷失》剧集中都会有一些交叉剧情或彩蛋，对节目中的神秘部分提供隐藏线索和参考，《结局的开始》也不例外。已经去世多年的克里斯蒂安出现在雅各布的木屋内，但没有台词。大迈克曾在第2季第8集《冲击》（Collision）中亮相（安娜-露西亚的闪回桥段），再在本集赫利的未来闪影中现身。兰迪·内森斯（比利·雷·赛勒斯饰）在本集中有短短数秒出场，并且没有台词，只是在录下赫利被捕的画面。赫利产生查理在审讯室外游泳的幻觉时，还看到查理的手上写着“他们需要你”的字样，之后查理还会再次把这句话转告赫利。

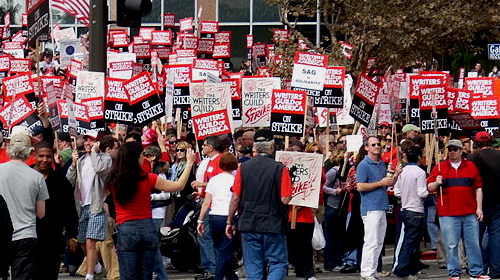
2007年－2008年美国编剧协会大罢工导致《迷失》的档期也不得不作出调整

受2007年－2008年美国编剧协会大罢工的影响，第4季的制作被迫暂停，节目统筹希望能让节目暂时停播，先不要播出已经拍好的8集，直到可以继续为本季拍摄更多剧集时止。但美国广播公司推翻了这一决定，宣布无论罢工几时完结，《结局的开始》都会在2008年1月底播出。这也成为《迷失》剧集首次在美国东部时间周四晚9点播映，该时段通常由《实习医生格蕾》占据，竞争激烈，关注度也高，之前的《迷失》剧集都是在周三晚播出。与之前3季的开局一样，《结局的开始》原本也计划在檀香山威基基的“日落海滩”举行户外首映式，这里会定期在9米宽的银幕上向公众免费放映电影，但这次首映同样因受编剧罢工的影响而取消。剧集在电视上首播前还插播了一段名为《迷失：过去，现在和将来》（Lost: Past, Present & Future）的短片。

## 反响
网站的唐·威廉姆斯（Don Williams）称，《结局的开始》是这年最值得期待的新季开局。节目首播期间及其后的6小时内一共吸引了约1613.7万美国观众收看，尼尔森收视率调查结果显示，本集在18至49岁年龄段观众群中取得的收视率为6.7/17，这意味着全美所有该年龄段人群里有5.9%观看节目首播，而当时有看电视的该年龄段观众群中则有15%选择收看《结局的开始》，这个成绩比《迷失》之前的16集都要好，在这周的美国电视节目中排名第8。如果包括节目播出后7天内通过预录观看的人数，则共计有1776.6万观众收看本集首播。《结局的开始》在加拿大一共吸引了185.5万观众，在该周所有电视节目中排名第6，比第3季除开场集《双城记》（A Tale of Two Cities）以外任何一集的成绩都好，并且观众人数几乎是之前绝大多数剧集的两倍。第4季在英国也有好的开局，有110万观众收看《结局的开始》。本集在澳大利亚首播时只有91.2万观众收看，在当晚所有电视节目里排在第15名，《太阳先驱报》（The Sun-Herald）的大卫·戴尔（David Dale）认为这样的成绩令人失望。

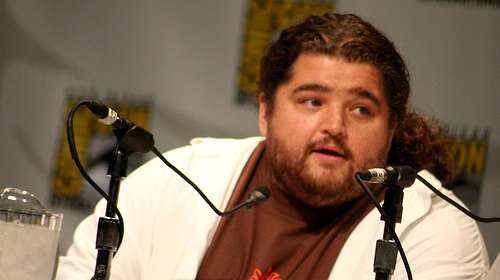
E!频道称赞加西亚通过本集奉献了他在《迷失》中最优秀的演出

2008年1月28日，美国多位评论家拿到《结局的开始》和《确认死亡》的。网站收集的12篇评论文章全部给出好评，平均得分87。《今日美国》的罗伯特·比安科（Robert Bianco）认为本集有着完美的构思，剧情扣人心弦，强势回归的《迷失》给罢工导致的电视沙漠带来绿洲。玛丽·麦克纳马拉（Mary McNamara）在《洛杉矶时报》撰文称，《结局的开始》“仿佛在人的大脑最底层不断搅起情绪的化学反应，让人时而恐惧、时而歇斯底里、时而遗憾，时而又仿佛注射了肾上腺素般精神为之一振……不知接下来还会给人什么样的感受”。《纽约邮报》的亚当·巴克曼（Adam Buckman）给予本集4星（最高4星）的高度评价。《芝加哥论坛报》的莫琳·瑞恩（Maureen Ryan）表示，自己“幸福地享受（节目的）每一分钟”，还觉得“其中没有任何缺陷”。黛安·韦茨（Diane Werts）在《新闻日报》（Newsday）撰文，盛赞节目表现“精湛”，娱乐性强到疯狂的程度，她在总结中认为，“《迷失》看来已经找回自我”。《旧金山纪事报》的蒂姆·古德曼（Tim Goodman）认为，本集和《确认死亡》以快速的动作和启示，给人过山车般的刺激感受，都是很好看的电视节目。马修·吉尔伯特（Matthew Gilbert）在《波士顿环球报》（The Boston Globe）上指出，“《迷失》仍然能够让人脉动加速、头皮发麻……仍然是电视上最扣人心弦的剧集”。《明星纪事报》（The Star-Ledger）的艾伦·塞平沃尔（Alan Sepinwall）表示，虽然他也不知道“《迷失》中余下的这么多谜团将来是否都有会令人满意的答案……但只要接下来的剧集都像这两集这样吓人、热闹、感人而刺激，那就都无所谓了”。罗德尼·霍（Rodney Ho）在《亚特兰大宪法报》（The Atlanta Journal-Constitution）上称，《结局的开始》是《迷失》“令人满意的回归，其中的戏剧性和能够打动人的部分都恰到好处……揭露的奥秘刚好能让剧迷们渴望更多”。《纽约每日新闻》的大卫·辛克利（David Hinckley）给予本集的评级为3星（最高5星）。
布莱恩·劳瑞（Brian Lowry）在《综艺》杂志上表示，《迷失》的回归就像一道值得欢迎的滋补品，让许多一度遭到忽视的角色都拥有异常充足的戏码。《国家邮报》（National Post）的马克·梅德利（Mark Medley）称《结局的开始》是辉煌的电视季开局，拥有众多“令人惊叹的瞬间”。杰夫·詹森（Jeff Jensen）在《娱乐周刊》撰文称赞本集令人叹为观止，加西亚的演出也非常精彩。美联社的弗雷泽·摩尔（Frazier Moore）称，《迷失》中的庞大神话继续发生转移，进一步加大了底注，也加大了观众们的压力感。频道的克里斯汀·多斯·桑托斯（Kristin Dos Santos）称赞本集“构思、制作、表演和导演都如此出色，感觉就象是部电影”。迈克尔·奥西亚罗（Michael Ausiello）在《电视指南》上表示，《结局的开始》“已经轻而易举地成为这个电视季到现在为止最优秀的节目之一”；该杂志的布鲁斯·弗里茨（Bruce Fretts）还高度评价雷迪克的表演。网站的克里斯·卡拉博特（Chris Carabott）给予本集的评分为9（最高10分），称“对于承诺会非常刺激的……第4季来说，（这）是个好的开始。其势头和节奏都足以和上一季的大结局相提并论”。网站给予本集的评级为。网站的乔恩·拉索尼斯（Jon Lachonis）给予《结局的开始》的最高评分，称其为第4季“感人至深，动作量十足的开场……展现出《迷失》既千变万化又极具突破性的形式，以事实证明它仍然有大量令人目炫神移的方法来为观众提供娱乐，而且节目本身仍然是独一无二的”。网站的奥斯卡·达尔（Oscar Dahl）称赞本集为“大师之作”。网站的丹尼尔（Daniel）同样给出的最高评级，称《结局的开始》表现完美，给第4季之后的剧集奠定了良好的开始。